# Municipio de Olio
El municipio de Olio (en inglés: Olio Township) es un municipio ubicado en el condado de Woodford en el estado estadounidense de Illinois. En el año 2010 tenía una población de 4931 habitantes y una densidad poblacional de 60,54 personas por km².

## Geografía
El municipio de Olio se encuentra ubicado en las coordenadas 40°42′46″N 89°13′18″O / 40.71278, -89.22167. Según la Oficina del Censo de los Estados Unidos, el municipio tiene una superficie total de 81.45 km², de la cual 81.36 km² corresponden a tierra firme y (0.11%) 0.09 km² es agua.

## Demografía
Según el censo de 2010, había 4931 personas residiendo en el municipio de Olio. La densidad de población era de 60,54 hab./km². De los 4931 habitantes, el municipio de Olio estaba compuesto por el 97% blancos, el 0.55% eran afroamericanos, el 0.18% eran amerindios, el 0.28% eran asiáticos, el 0.02% eran isleños del Pacífico, el 0.32% eran de otras razas y el 1.64% pertenecían a dos o más razas. Del total de la población el 2.27% eran hispanos o latinos de cualquier raza.